# جيمس ك. مارشال (عسكري)
جيمس ك. مارشال (بالإنجليزية: James K. Marshall)‏ هو عسكري أمريكي، ولد في 17 أبريل 1839 في مقاطعة فاوكواير في الولايات المتحدة، وتوفي في 3 يوليو 1863 في جيتيسبيرغ في الولايات المتحدة.